# Junta Brazylijska (1969)
Wojskowa Junta Brazylijska (port. Junta Militar) była tymczasową, kolegialną głową państwa i rządu Brazylii przez dwa miesiące w roku 1969. Nieformalnie okres rządów dyktatury wojskowej w Brazylii trwał od 1964 do 1985.
Po tym, jak ówczesny prezydent i wojskowy dyktator kraju, marszałek Artur da Costa e Silva doznał wylewu, który uniemożliwił mu sprawowanie władzy, wyżsi dowódcy wojskowi zdecydowali o usunięciu go ze stanowiska. Funkcję prezydenta przejął ustanowiony przez nich trzyosobowy, kolegialny organ.
Zgodnie z prawem p.o. lub następnym prezydentem powinien zostać wiceprezydent w gabinecie Silvy, Pedro Aleixo. Ten jednak był cywilem, a w owym czasie nieoficjalna doktryna określała Brazylię jako państwo, które może być rządzone jedynie przez wojskowych.
W skład junty wchodziło trzech równoprawnych (żaden z nich nie był jej "przewodniczącym") członków, dowódców poszczególnych rodzajów sił zbrojnych, co tylko podkreślało wojskowe oblicze rządu:
- generał Aurélio de Lira Tavares (dowódca wojsk lądowych)
- admirał Augusto Hamann Rademaker Grünewald (dowódca marynarki wojennej)
- generał brygady (brygadier) Márcio Melo (dowódca lotnictwa)

Junta znajdowała się formalnie u władzy od 31 sierpnia do 30 października 1969, kiedy nowym prezydentem został generał Emílio Garrastazu Médici.